# Mary Beale
Mary Beale (født 26. marts 1632 i Suffolk, død 1699 i London) var en britisk portrætmaler.
Beale var en af de bedste kvindelige portrætmalere i 1600-tallet og hun brugtes af mange af datidens kendte personer. Bland andet har hun malet Karl 2. af England, Abraham Cowley, John Milton og ærkebiskop John Tillotson. Hun malede med olie, vandfarve og kridt. Prisen på et portræt lå på fem pund for bare hovedet og ti pund for et portræt i halvlængde. 
Hun fik to sønner med sin mand Charles Beale; Bartholomew som først studerede kunst, men opgav kunsten for i stedet at studere til læge for at følge i sin mors fodspor.